# Paniceae
Paniceae, tribus trava u potporodici Panicoideae. Postoji osam imenovanih podtribusa, i dva incertae sedis.

## Subtribusi
1. Subtribus Anthephorinae Benth.
  1. Anthephora Schreb. (12 spp.)
  2. Chaetopoa C. E. Hubb. (2 spp.)
  3. Chlorocalymma Clayton (1 sp.)
  4. Digitaria Haller (255 spp.)
  5. Trichachne Nees (16 spp.)
  6. Leptoloma Chase (8 spp.)
  7. Tarigidia Stent (2 spp.)
  8. Taeniorhachis Cope (1 sp.)
  9. Thyridachne C. E. Hubb. (1 sp.)
  10. Trachys Pers. (4 spp.)
2. Subtribus Dichantheliinae Zuloaga
  1. Adenochloa Zuloaga (14 spp.)
  2. Dichanthelium (Hitchc. & Chase) Gould (108 spp.)
3. Subtribus Boivinellinae Pilg.
  1. Acroceras Stapf (18 spp.)
  2. Alloteropsis J. Presl (5 spp.)
  3. Amphicarpum Raf. (2 spp.)
  4. Pseudechinolaena Stapf (5 spp.)
  5. Cyphochlaena Hack. (2 spp.)
  6. Poecilostachys Hack. (11 spp.)
  7. Oplismenus P. Beauv. (14 spp.)
  8. Cyrtococcum Stapf (15 spp.)
  9. Entolasia Stapf (6 spp.)
  10. Lasiacis (Griseb.) Hitchc. (15 spp.)
  11. Mayariochloa Salariato, Morrone & Zuloaga (1 sp.)
  12. Parodiophyllochloa Zuloaga & Morrone (6 spp.)
  13. Morronea Zuloaga & Scataglini (6 spp.)
  14. Pseudolasiacis (A. Camus) A. Camus (3 spp.)
  15. Microcalamus Franch. (1 sp.)
  16. Chasechloa A. Camus (3 spp.)
  17. Ottochloa Dandy (3 spp.)
  18. Echinochloa P. Beauv. (40 spp.)
4. Subtribus Neurachninae Clayton & Renvoize
  1. Ancistrachne S. T. Blake (3 spp.)
  2. Neurachne R. Br. (8 spp.)
  3. Thyridolepis S. T. Blake (3 spp.)
5. Subtribus Cleistochloinae E. J. Thomps.
  1. Cleistochloa C. E. Hubb. (2 spp.)
  2. Calyptochloa C. E. Hubb. (4 spp.)
  3. Dimorphochloa S. T. Blake (1 sp.)
  4. Simonachne E. J. Thomps. (1 sp.)
6. Subtribus incertae sedis
  1. Homopholis C. E. Hubb. (1 sp.)
  2. Walwhalleya Wills & J. J. Bruhl (4 spp.)
7. Subtribus Melinidinae Stapf
  1. Chaetium Nees (3 spp.)
  2. Eccoptocarpha Launert (1 sp.)
  3. Eriochloa Kunth (35 spp.)
  4. Rupichloa Salariato & Morrone (2 spp.)
  5. Thuarea Pers. (2 spp.)
  6. Urochloa P. Beauv. (98 spp.)
  7. Brachiaria (Trin.) Griseb. (42 spp.)
  8. Scutachne Hitchc. & Chase (1 sp.)
  9. Megathyrsus (Pilg.) B. K. Simon & S. W. L. Jacobs (3 spp.)
  10. Yvesia A. Camus (1 sp.)
  11. Leucophrys Rendle (1 sp.)
  12. Melinis P. Beauv. (23 spp.)
  13. Moorochloa Veldkamp (3 spp.)
  14. Tricholaena Schrad. (4 spp.)
8. Subtribus Panicinae Fr.
  1. Panicum L. (251 spp.)
  2. Cnidochloa Zuloaga (1 sp.)
  3. Yakirra Lazarides & R. D. Webster (7 spp.)
  4. Arthragrostis Lazarides (4 spp.)
  5. Stolonochloa E. J. Thomps. (2 spp.)
  6. Louisiella C. E. Hubb. & J. Léonard (3 spp.)
9. Subtribus Cenchrinae Dumort.
  1. Stenotaphrum Trin. (8 spp.)
  2. Stereochlaena Hack. (4 spp.)
  3. Streptolophus Hughes (1 sp.)
  4. Cenchrus L. (123 spp.)
  5. Acritochaete Pilg. (1 sp.)
  6. Alexfloydia B. K. Simon (1 sp.)
  7. Paractaenum P. Beauv. (2 spp.)
  8. Pseudochaetochloa Hitchc. (1 sp.)
  9. Zygochloa S. T. Blake (1 sp.)
  10. Hygrochloa Lazarides (2 spp.)
  11. Uranthoecium Stapf (1 sp.)
  12. Whiteochloa C. E. Hubb. (6 spp.)
  13. Chamaeraphis R. Br. (1 sp.)
  14. Pseudoraphis Griff. (8 spp.)
  15. Dissochondrus (Hillebr.) Kuntze ex Hack. (1 sp.)
  16. Xerochloa R. Br. (3 spp.)
  17. Spinifex L. (4 spp.)
  18. Setaria P. Beauv. (111 spp.)
  19. Paspalidium Stapf (32 spp.)
  20. Holcolemma Stapf & C. E. Hubb. (4 spp.)
  21. Setariopsis Scribn. & Millsp. (2 spp.)
  22. Ixophorus Schltdl. (1 sp.)
  23. Zuloagaea Bess (1 sp.)
  24. Paratheria Griseb. (2 spp.)
10. Subtribus Paniceae incertae sedis
  1. Hydrothauma C. E. Hubb. (1 sp.)
  2. Hylebates Chippind. (2 spp.)
  3. Oryzidium C. E. Hubb. & Schweick. (1 sp.)
  4. Thedachloa S. W. L. Jacobs (1 sp.)
  5. Kellochloa Lizarazu, Nicola & Scataglini (2 spp.)
  6. Trichanthecium Zuloaga & Morrone (39 spp.)
  7. Sacciolepis Nash (29 spp.)